# Saul Kripke
Pour les articles homonymes, voir Kripke.
Saul Kripke, né le 13 novembre 1940 à Bay Shore dans l'État de New York et mort le 15 septembre 2022, à Princeton dans le New Jersey,, est un philosophe et logicien américain.

## Biographie
Saul Kripke a été professeur émérite de l'université de Princeton, et professeur de philosophie à l’université de la ville de New York.
Il a eu une grande influence dans de nombreux domaines, depuis la logique jusqu’à la philosophie du langage. La sémantique de Kripke, utilisée en logique modale et pour la sémantique des mondes possibles, est nommée d'après lui. Une grande partie de ses travaux ne sont pas publiés, ou n'existent que sous la forme d'enregistrements et de manuscrits circulant de manière restreinte.

## Famille
Il est le fils du rabbin et auteur Myer S. Kripke (en) et de la femme de lettres Dorothy K. Kripke (en).

## Œuvre
Saul Kripke est surtout connu pour quatre contributions en philosophie :
- en logique modale ;
- la nouvelle théorie de la référence directe, dans Naming and Necessity, conférences à Princeton en 1972 ;
- une interprétation controversée de Wittgenstein ;
- une nouvelle théorie de la vérité.

### Logique modale
Deux des premiers articles de Saul Kripke (A Completeness Theorem in Modal Logic, 1959, et Semantical Considerations on Modal Logic, 1963) furent des apports fondamentaux à la logique modale. Les systèmes de logiques les plus habituels sont ceux qui dépendent de l'axiome K, nommé d'après Kripke.
Saul Kripke permit la démonstration de la complétude de la logique modale en donnant une sémantique. Son étudiant Henrik Sahlqvist montra la correspondance entre certains systèmes d'axiomes de la logique modale (ceux reposant sur les formules de Sahlqvist) et des propriétés de relation d'accessibilité entre les mondes possibles.

### Naming and Necessity
Ces trois conférences sont une attaque contre la théorie descriptive de la référence concernant les noms propres (Russell, Frege). Selon cette théorie, un nom propre réfère à un objet dans la mesure où le nom propre présente un contenu descriptif qui correspond à l'objet. Saul Kripke donne plusieurs exemples pour montrer la fausseté de cette thèse : Aristote aurait pu mourir à deux ans, et ainsi ne pas satisfaire aux descriptions que nous associons généralement à son nom, alors que, quoi qu'il en soit, il est toujours identique à lui-même. Autrement dit, l'objet associé à une description définie peut changer.
Saul Kripke propose alors une théorie causale de la référence, d'après laquelle un nom réfère à un objet par une connexion causale avec l'objet. Les noms sont alors des désignateurs rigides : ils réfèrent à l'objet nommé dans tous les mondes possibles, c'est-à-dire dans toutes les situations contrefactuelles imaginables, où cet objet existe. Cette référence est donc nécessaire, dans la mesure où la relation d'identité l'est aussi.
Cette théorie distingue être nécessaire et être connu a priori. Une vérité peut donc être a posteriori et nécessaire ou a priori et contingente : 
- une convention peut être a priori et contingente, comme la décision de référence à un mètre étalon ;
- les propositions des sciences de la nature sont connues a posteriori, mais si elles sont vraies, elles le sont nécessairement, i.e. elles énoncent comment les choses sont ce qu'elles sont.

Cette théorie a par la suite été développée ou critiquée par Hilary Putnam, Keith Donnellan, Gareth Evans, et d'autres.

#### Les noms propres
En ce qui concerne les noms propres, Saul Kripke va démonter les thèses de Russell et de Searle. Pour Russell un même individu peut être désigné par une seule description singulière, définie. Searle améliore cette définition en ajoutant que le nom propre peut être aussi désigné par un réseau de descriptions qui forment un ensemble bien défini. Variation de point de vue, mais nous arrivons au même résultat. Kripke va mettre sa pensée au service de la philosophie pour proposer une tout autre vision du sens des noms propres.
Pour Saul Kripke, donc, un nom propre désigne une même personne dans tous les mondes possibles et imaginables. Les descriptions faites sur un individu ne servent pas à définir et à identifier la personne en question. Napoléon reste Napoléon quelle que soit son histoire. Qu'il ait été battu à Austerlitz ou qu'il soit victorieux à Waterloo, il reste Napoléon. Le nom propre permet de faire référence à un individu x qui aurait fait telle ou telle chose, qui soit bon ou mauvais pour telle ou telle personne, mais qui reste finalement cette personne x. Ce qui est le plus important finalement, pense Kripke, ce n'est pas ce que nous savons et pensons de la personne, mais c'est le nom propre en lui-même qui est important.

### Wittgenstein
Dans Règles et langage privé, Saul Kripke a proposé une interprétation novatrice de ce qu'on appelle l'« argument du langage privé » de Wittgenstein, à savoir les paragraphes 143-246 des Recherches philosophiques (1953). L'ouvrage de Kripke a été très controversé, à la fois en tant qu'interprétation de Wittgenstein, et pour la position qui y est défendue. Kripke lui-même reste réservé dans l'ouvrage sur la question de savoir si l'argument qu'il attribue à Wittgenstein est bien celui de Wittgenstein, et considère que l'argument est intéressant en lui-même. Le Wittgenstein de Kripke, réel ou fictif, est devenu par la suite l'objet de discussions indépendantes de la discussion de Wittgenstein lui-même. Le surnom de « Kripkenstein » a été forgé pour le désigner.

### La théorie de la vérité
Dans son article de 1975, « Outline of a Theory of Truth » (Journal of Philosophy 72, p. 690-716), Saul Kripke a montré qu'un langage peut en fait contenir sans contradiction le prédicat de vérité dans ce langage, ce qui est impossible dans la sémantique classique d'Alfred Tarski.
La vérité est en effet ici une propriété définie sur l'ensemble des énoncés grammaticalement bien formés dans le langage. On peut partir de l'ensemble des expressions qui ne contiennent pas le prédicat de vérité et on le définit ensuite sur ce segment : cela ajoute de nouveaux énoncés au langage et la vérité est ensuite définie récursivement sur ce nouvel ensemble. Contrairement à la théorie de Tarski, celle de Kripke permet à la « vérité » d'être l'union de toutes les étapes de la définition. Après une infinité dénombrable d'étapes, le langage atteint un point fixe et la méthode de Kripke n'étend plus le langage. Un tel point fixe peut ensuite être pris comme la forme de base d'un langage naturel qui contient son propre prédicat de vérité.
Mais ce prédicat demeure non défini pour les énoncés qui ne peuvent pas se résoudre en des énoncés plus simples ne contenant pas le prédicat de vérité.
Ainsi « 'La neige est blanche' est vrai » est bien défini, de même que « '« La neige est blanche » est vrai' est vrai », et ainsi de suite, mais « Cet énoncé est vrai » ou « Cet énoncé n'est pas vrai » n'ont pas de conditions de vérité. Ils sont selon Kripke, « non-fondés » (ungrounded : dénués de fondement).

## Publications
- Semantical analysis of model logic I, normal modal propositional calculi, Leipzig, Barth, 1963.
- Naming and necessity, Cambridge, Harvard University Press, 1980.
- Naming and necessity, revised and enlarged edition, Oxford, Blackwell, 1980.
- Wittgenstein on rules and private language : an elementary exposition, Cambridge, Harvard University Press, 1982.
- Wittgenstein on rules and private language : an elementary exposition, Oxford, Blackwell, 1982.
- Naming and Necessity, Harvard University Press, 1980 - parution initiale 1972; traduction française de Pierre Jacob et François Recanati, La logique des noms propres, Paris, Les éditions de Minuit, coll. « Propositions », 1982.
- La logique des noms propres, traduit de l'américain par Pierre Jacob et François Recanati, Paris, Les Éditions de minuit, 1982.
- Wittgenstein über Regeln und Privatsprache : Eine elementare Darstellung, Francfort-sur-le-Main, Suhrkamp, 1987.
- Wittgenstein on Rules and Private Language: an Elementary Exposition, Harvard University Press, Cambridge, 1982 ; traduction française de Thierry Marchaisse, Règles et langage privé. Introduction au paradoxe de Wittgenstein, Paris, Seuil, 1995.
- La logique des noms propres, traduit de l'américain par Pierre Jacob et François Recanati, Nouvelle édition, Paris, Les Editions de Minuit, 1995.
- Règles et langage privé : introduction au paradoxe de Wittgenstein, traduit de l'anglais par Thierry Marchaisse, Paris, Éditions du Seuil, 1996.
- Collected Papers, Vol. I, Oxford University Press, 2011.
- Philosophical troubles Volume 1 : collected papers, Oxford, Oxford University Press, 2012.
- Reference and existence : the John Locke lectures, Oxford, Oxford University Press, 2013.